# خافيير باروس سييرا
خافيير باروس سييرا (بالإسبانية: Javier Barros Sierra) هو مهندس وكاتب ومؤلف وسياسي مكسيكي، ولد في 1915 في مدينة مكسيكو في المكسيك، وتوفي بنفس المكان في 1971. انتخب وزير.

## روابط خارجية
- خافيير باروس سييرا على موقع ميوزك برينز (الإنجليزية)